# Khor Angar
Khor Angar - to miasto (wieś rybacka) w Dżibuti w regionie Obock na wybrzeżu Morza Czerwonego. Liczy poniżej 1000 mieszkańców.